# مارکت‌شلنبرگ
مارکت شلنبرگ (به آلمانی: Marktschellenberg) یک شهر در آلمان است که در بایرن واقع شده‌است.

## خصوصیات
مارکت شلنبرگ ۱۷٫۶۶ کیلومترمربع مساحت دارد ۵۰۳ متر بالاتر از سطح دریا واقع شده‌است.